# Inmigración rusa en el Reino Unido
Los rusos en el Reino Unido son los rusos, o las personas nacidas en el Imperio ruso, la Unión Soviética o la Federación de Rusia, que son o fueron ciudadanos o residentes del Reino Unido.

## Números de asentamiento y población
El censo del Reino Unido de 2001 registró 15.160 residentes nacidos en Rusia. El censo nacional de 2011 registró 36,313 personas nacidas en Rusia residentes en Inglaterra, 687 en Gales,  2,180 en Escocia  y 349 en Irlanda del Norte. 
La Oficina de Estadísticas Nacionales estima que 66.000 personas nacidas en Rusia residían en el Reino Unido en el año 2016.  Las estimaciones publicadas por The Guardian sugieren que la población residente de Londres nacida en Rusia era de más de 150.000 en 2014 El aumento de la población ha dado lugar a apodos jocosos para Londres como "Londongrad" y "Moscow-on-the-Thames".

## Problemas sociales
En 2007, el embajador de Rusia en el Reino Unido, Yuri Fedotov, criticó la actitud apática de las fuerzas policiales locales hacia los delitos cometidos contra inmigrantes.

## Educación
En Londres y el sudeste del Reino Unido hay varias escuelas rusas destinadas a transmitir la lengua y la cultura rusas a los hijos de padres inmigrantes rusos. La Russian Embassy School en Londres es una escuela internacional rusa en la capital del Reino Unido.

## Gente notable
Esta es una lista de personas rusas residentes en el Reino Unido y británicos de ascendencia rusa.

### Letras
- Sergei Fyodorov, pintor de iconos
- Theodore Komisarjevsky, director teatral y diseñador[6]
- Lilia Kopylova, bailarina[7]
- Helen Mirren, actriz[8]
- Viktoria Mullova, violinista
- Seva Novgoródsev, presentador de radio[9]
- Oxxxymiron, cantante de rap.
- Sergei Pavlenko, retratista[10]

### Negocio
- Boris Berezovsky (empresario)
- Evgeny Chichvarkin
- Evgeny Lebedev, empresario
- Vladimir Raitz, fundador de Horizon Holiday Group[11]

### Militar y espionaje
- Vladimir Peniakoff, Teniente coronel del Ejército Británico, Orden de Servicio Distinguido, Cruz Militar[12]
- Pavel Chichagov, comandante y almirante de la Armada Imperial Rusa bajo el mando de Alejandro I. Hijo del almirante Vasili Chichagov y su esposa inglesa.
- Rudolf Abel, espía soviético durante la Guerra Fría, nacido en Newcastle-upon-Tyne como Vilyam Genrikhovich Fisher.[13][14]
- Oleg Gordievsky, ex alto oficial de inteligencia soviético
- Alexander Litvinenko, desertor ruso naturalizado británico y ex oficial del servicio secreto ruso FSB que se especializó en combatir el crimen organizado.
- Sergei Skripal, exoficial de inteligencia militar rusa que actuó como agente doble para los servicios de inteligencia del Reino Unido.

### Ciencia y Humanidades
- Isaiah Berlin, renombrado teórico e historiador social y político[15]
- Konstantin Novoselov, físico ganador del Premio Nobel[16]
- Andre Geim, físico ganador del Premio Nobel[16]
- Alexandra Tolstoy, empresaria, miembro de la Royal Geographical Society[17]
- Nikolai Tolstoy, historiador
- Paul Vinogradoff, historiador medievalista[18]
- Nicholas Zernov, teólogo ortodoxo[19]

### Deportes
- Alexander Obolensky, jugador internacional de rugby[20]

## Otras lecturas
- «Russians in Britain: A Handbook». BBC Radio 4. 17 de abril de 2018. Consultado el 23 de abril de 2018.